# Pfalz uralkodóinak listája

## Pfalz uralkodóinak listája (1085–1777)

### Rajnai palotagrófok (Pfalzgraf) (1085–1319)

#### Vegyes házi palotaggrófok (1085–1214)
| Uralkodó                             | Uralkodott                              | Megjegyzés |
| ------------------------------------ | --------------------------------------- | ---------- |
| I. Hermann (*1049)                   | ?-től, †1085. szeptember 20.            |            |
| III. Laach-i Henrik (*1050 k.)       | 1085 – †1095. október 23.               |            |
| Ballensteni Siegfried (*1075 k.)     | 1095 – †1113. március 9.                |            |
| Calwi Gottfried                      | 1113–1129, †1131. február 6.            |            |
| Ballenstedti Vilmos                  | 1129 – †1140?                           |            |
| I. Rheinnecki Ottó (*1080 k.)        | 1140-ben, †1150                         |            |
| IV. Jasomirgott Henrik (*1114)       | 1140–1141, †1177. január 13.            |            |
| II. Stahlecki Hermann                | 1142 – †1156. szeptember 20.            |            |
| Hohenstauf Konrád (*1136)            | 1156 – †1195. november 8./9.            |            |
| (V.) I. Braunschweigi Henrik (*1173) | 1195–1212, †1227. április 28.           |            |
| II. Henrik (*1196)                   | 1212 – †1214. április 16. és 26. között |            |

#### Wittelsbach-házi palotagrófok (1214–1319)
| Portré | Uralkodó                                                        | Uralkodott | Megjegyzés     |
| ------ | --------------------------------------------------------------- | ---------- | -------------- |
| –      | I. Kelheimeri Lajos * 1173. december 23. † 1231. szeptember 15. | 1214–1228  |                |
|        | II. Előkelő Ottó * 1206. április 7. † 1253. november 29.        | 1228–1253  | I. Lajos fia.  |
|        | II. Mogorva Lajos * 1229. április 13. † 1294. február 2.        | 1253–1294  | II. Ottó fia.  |
|        | I. Dadogó Rudolf * 1274. október 4. † 1319. augusztus 12.       | 1294–1319  | II. Lajos fia. |

### Pfalz választófejedelmei (1319–1777)
| Portré                 | Uralkodó                                                         | Uralkodott | Megjegyzés                                                  |
| ---------------------- | ---------------------------------------------------------------- | ---------- | ----------------------------------------------------------- |
| –                      | Becsületes Adolf * 1300. szeptember 27. † 1327. január 29.       | 1319–1327  | I. Rudolf fia.                                              |
|                        | II. Vak Rudolf * 1306. augusztus 8. † 1353. október 4.           | 1329–1353  | I. Rudolf fia.                                              |
|                        | I. Vörös Rupert * 1309. június 9. † 1390. február 16.            | 1353–1390  | I. Rudolf fia.                                              |
|                        | II. Komoly Rupert * 1325. május 12. † 1398. január 6.            | 1390–1398  | Adolf fia.                                                  |
|                        | III. Rupert * 1352. május 5. † 1410. május 18.                   | 1398–1410  | II. Rupert fia. Német király is 1400-tól 1410-ig            |
|                        | III. Szakállas Lajos * 1378. január 23. † 1436. december 30.     | 1410–1436  | III. Rupert fia.                                            |
| –                      | IV. Szelíd Lajos * 1424. január 1. † 1449. augusztus 13.         | 1436–1449  | III. Lajos fia.                                             |
|                        | I. Őszinte Fülöp * 1448. július 14. † 1508. február 28.          | 1449–1451  | IV. Lajos fia.                                              |
|                        | I. Győzedelmes Frigyes * 1425. augusztus 1. † 1476. december 12. | 1451–1476  | III. Lajos fia.                                             |
|                        | I. Őszinte Fülöp (2x)                                            | 1476–1508  | Második uralkodása.                                         |
|                        | V. Jámbor Lajos * 1478. július 2. † 1544. március 16.            | 1508–1544  | I. Fülöp fia.                                               |
|                        | II. Bölcs Frigyes * 1482. december 9. † 1556. február 26.        | 1544–1556  | I. Fülöp fia.                                               |
|                        | Ottó Henrik * 1502. április 10. † 1559. február 12.              | 1556–1559  | II. Frigyes unokaöccse.                                     |
|                        | III. Kegyes Frigyes * 1515. február 14. † 1576. október 26.      | 1559–1576  | III. Rupert 5. leszármazottja.                              |
|                        | VI. Lajos * 1539. július 4. † 1583. október 22.                  | 1576–1583  | III. Frigyes fia.                                           |
|                        | IV. Őszinte Frigyes * 1574. március 5. † 1610. szeptember 19.    | 1583–1610  | VI. Lajos fia.                                              |
|                        | V. Frigyes * 1596. augusztus 26. † 1632. november 29.            | 1610–1623  | IV. Frigyes fia. Csehország királya, a(z) (egy)téli király. |
| Bajor uralom 1623–1648 |                                                                  |            |                                                             |
|                        | I. Károly Lajos * 1617. december 22. † 1680. augusztus 28.       | 1648–1680  | V. Frigyes fia.                                             |
|                        | II. Károly * 1651. március 31. † 1685. május 16.                 | 1680–1685  | I. Károly Lajos fia.                                        |
|                        | Fülöp Vilmos * 1615. október 4. † 1690. szeptember 12.           | 1685–1690  | III. Rupert 8. leszármazottja.                              |
|                        | János Vilmos * 1658. április 19. † 1716. június 8.               | 1690–1716  | Fülöp Vilmos fia.                                           |
|                        | III. Károly Fülöp * 1661. november 4. † 1742. december 31.       | 1716–1742  | Fülöp Vilmos fia.                                           |
|                        | IV. Károly Tivadar * 1724. december 11. † 1799. február 16.      | 1743–1777  | III. Rupert 11. leszármazottja.                             |

## Fordítás
- Ez a szócikk részben vagy egészben  a   List of rulers of the Electoral Palatinate című angol Wikipédia-szócikk fordításán alapul.  Az eredeti cikk szerkesztőit annak laptörténete sorolja fel. Ez a jelzés csupán a megfogalmazás eredetét és a szerzői jogokat jelzi, nem szolgál a cikkben szereplő információk forrásmegjelöléseként.